# Valdeolivas
Valdeolivas és un municipi de la província de Conca, a la comunitat autònoma de Castella-La Manxa.

## Demografia
| 1991 |  | 1996 |  | 2001 |  | 2004 |
| ---- |  | ---- |  | ---- |  | ---- |
| 319  |  | 319  |  | 284  |  | 269  |

## Més informació
ValWeb. La Web de Valdeolivas. Cuenca.